# Dampierre-sur-Boutonne
Dampierre-sur-Boutonne är en by belägen i västra Frankrike i nordöstra delen av departementet Charente-Maritime. Dampierre-sur-Boutonne ligger i regionen Nouvelle-Aquitaine.
Det är framför allt en viktig turistort tack vare sitt slott i renässansstil.

## Geografi
Orten är belägen i närheten av gränsen till departementet Deux-Sèvres och tillhörde den gamla provinsen Poitou före den franska revolutionen år 1789.
Dampierre-sur-Boutonne ligger 19 kilometer norr om Saint-Jean-d'Angély, 28 kilometer öster om Surgères och 60 kilometer öster om La Rochelle.
Floden Boutonne rinner genom byn från norr till söder i en pittoresk dal med branta krökar, många små öar och fina skogar (bokskog norr om Boutonnedalen).
Dampierre-sur-Boutonne är en mycket liten by med omkring 300 invånare och en pittoresk turistort i Boutonnedalen.

## En turistort i Charente-Maritime
Belägen nära gränsen mellan de gamla provinserna av Aunis, Saintonge och Poitou var detta en viktig region för åsneuppfödning på 1800-talet. Dampierre-sur-Boutonne blev den enda platsen för åsneuppfödning i hela Frankrike.
Byn är välkänd för sitt slott som byggdes i renässansstil från år 1495 till år 1550.
Slottet Dampierre är nästan det enda slott som är byggt i renässansstil i departementet Charente-Maritime. Slottet har två torn och är beläget på två små öar. Det finns också en stor park.

## Befolkningsutveckling
Antalet invånare i kommunen Dampierre-sur-Boutonne
| Referens: INSEE |

## Bilder på Dampierre-sur-Boutonne by och slott

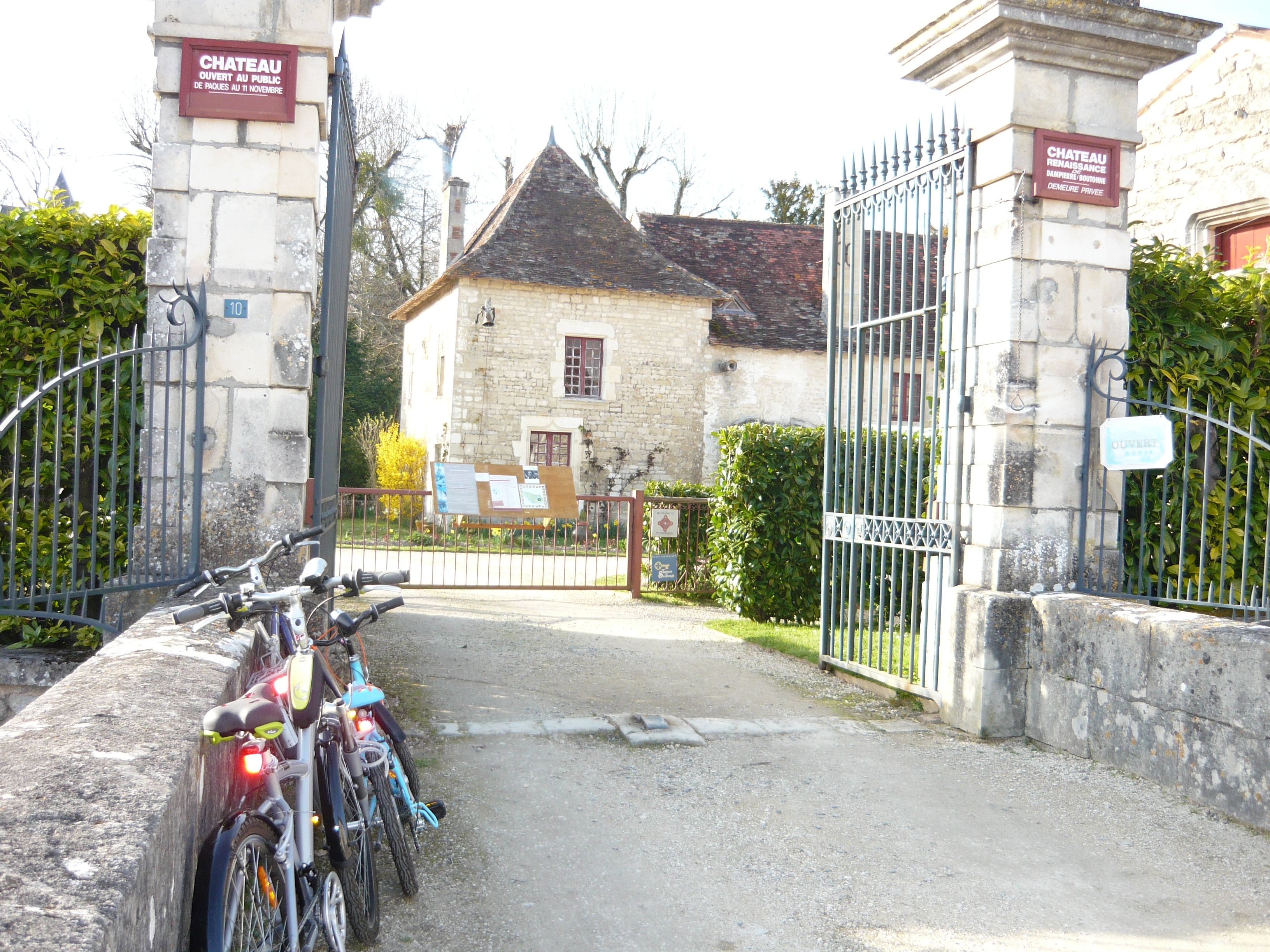
Entré till slottet i Dampierre.
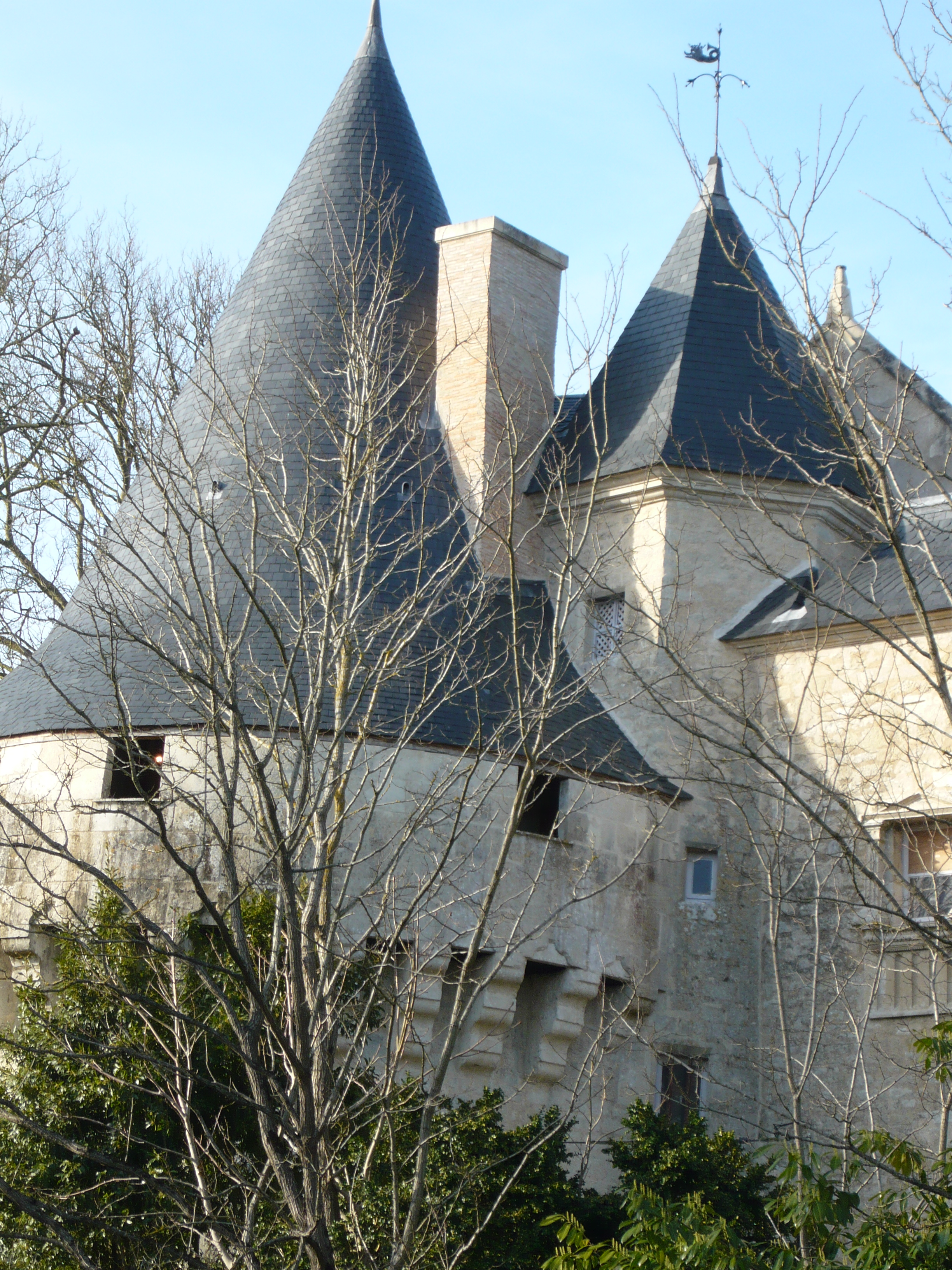
Slottstak.
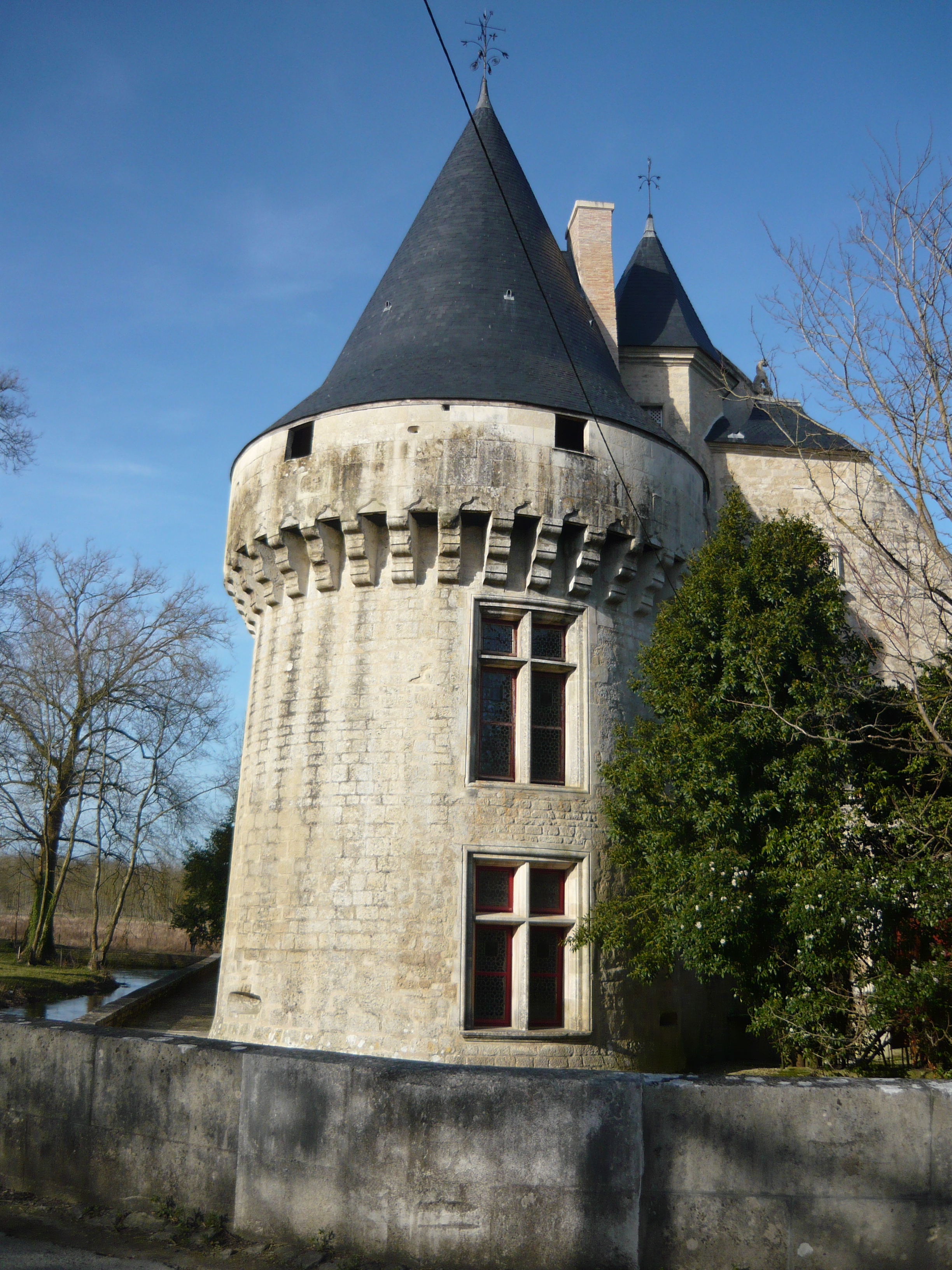
Ett av de två slottstornen i renässansstil.
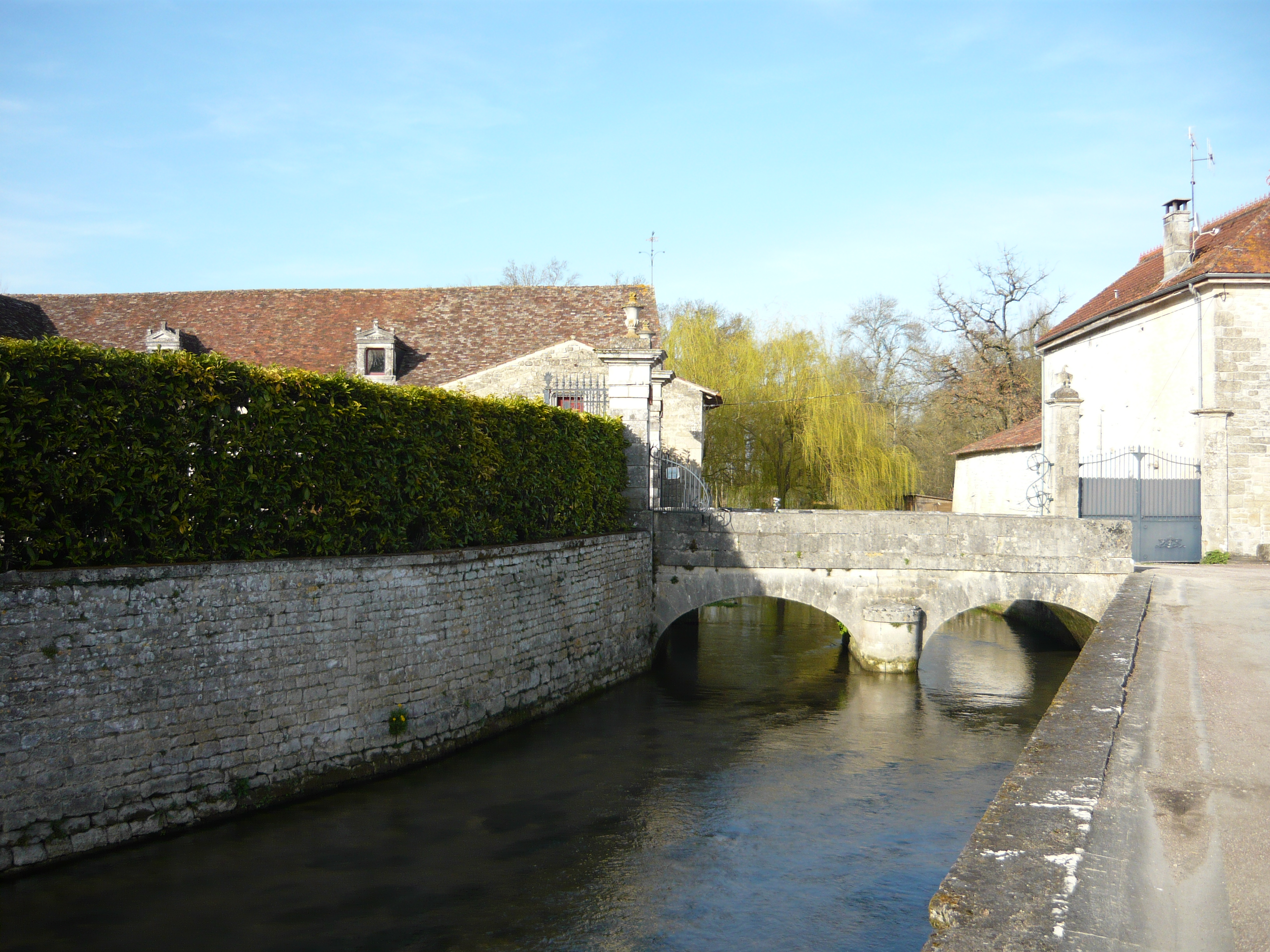
Slottsbro över floden Boutonne.
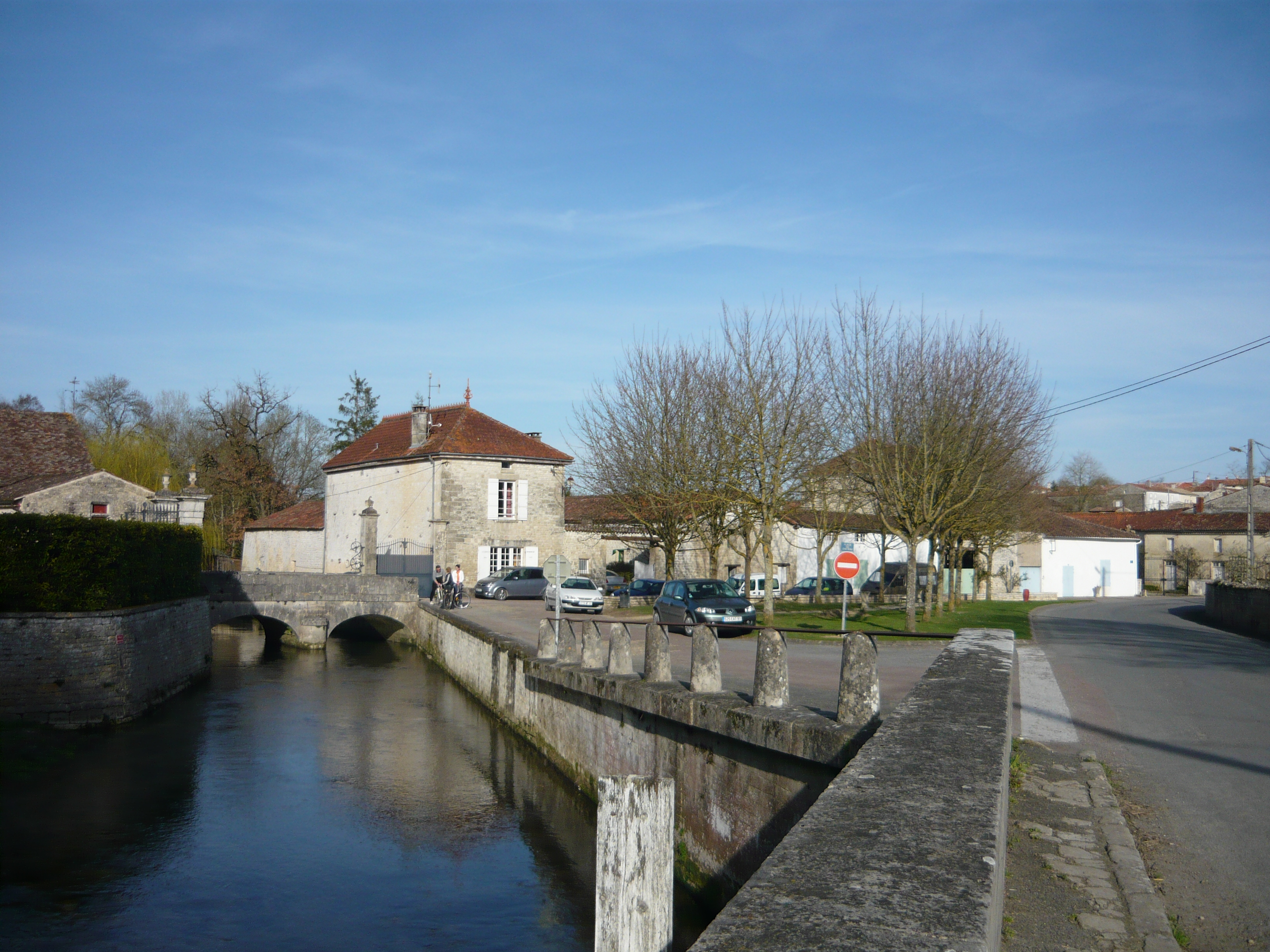
Slottsplatsen.
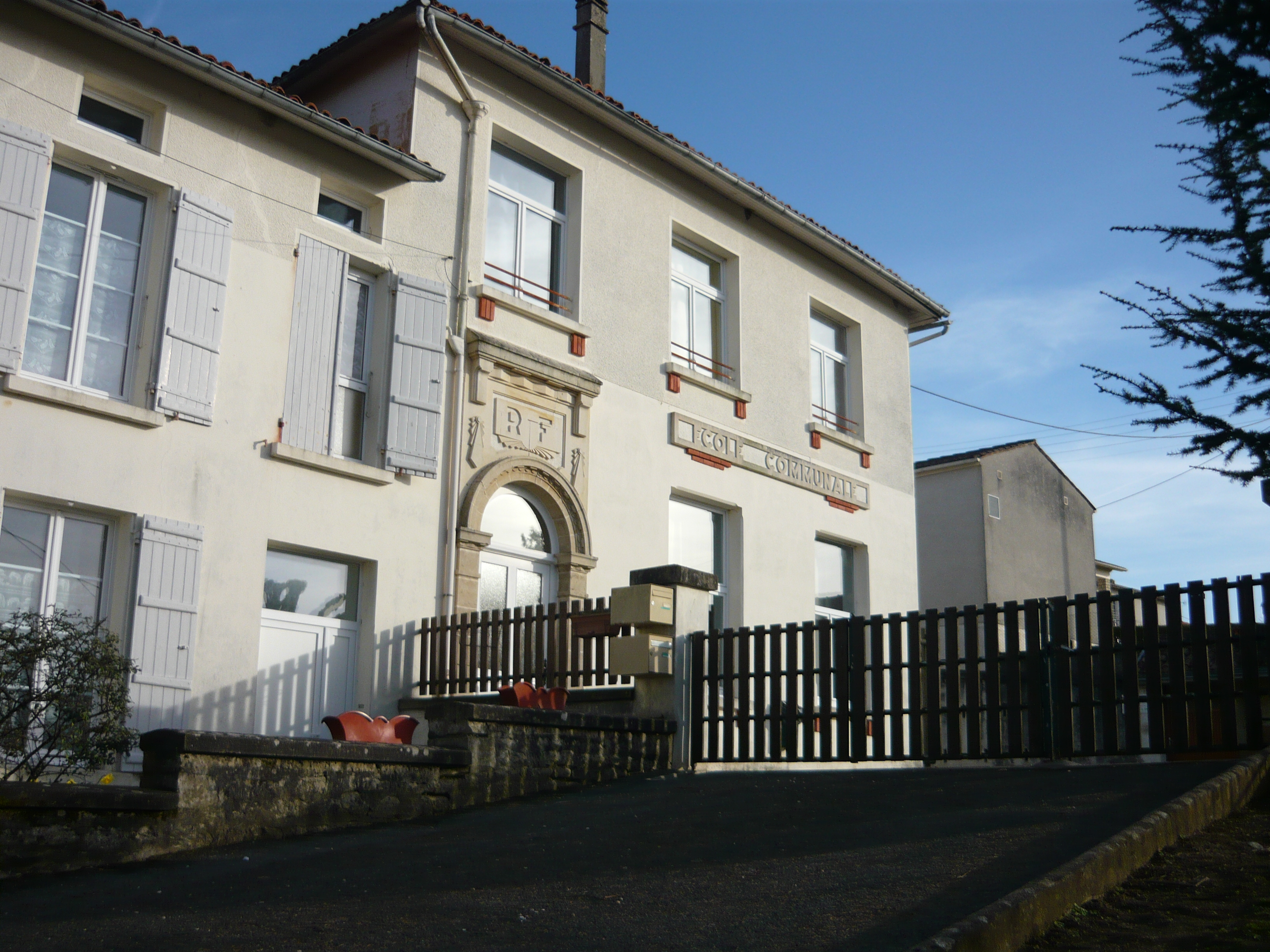
Den gamla skolan.
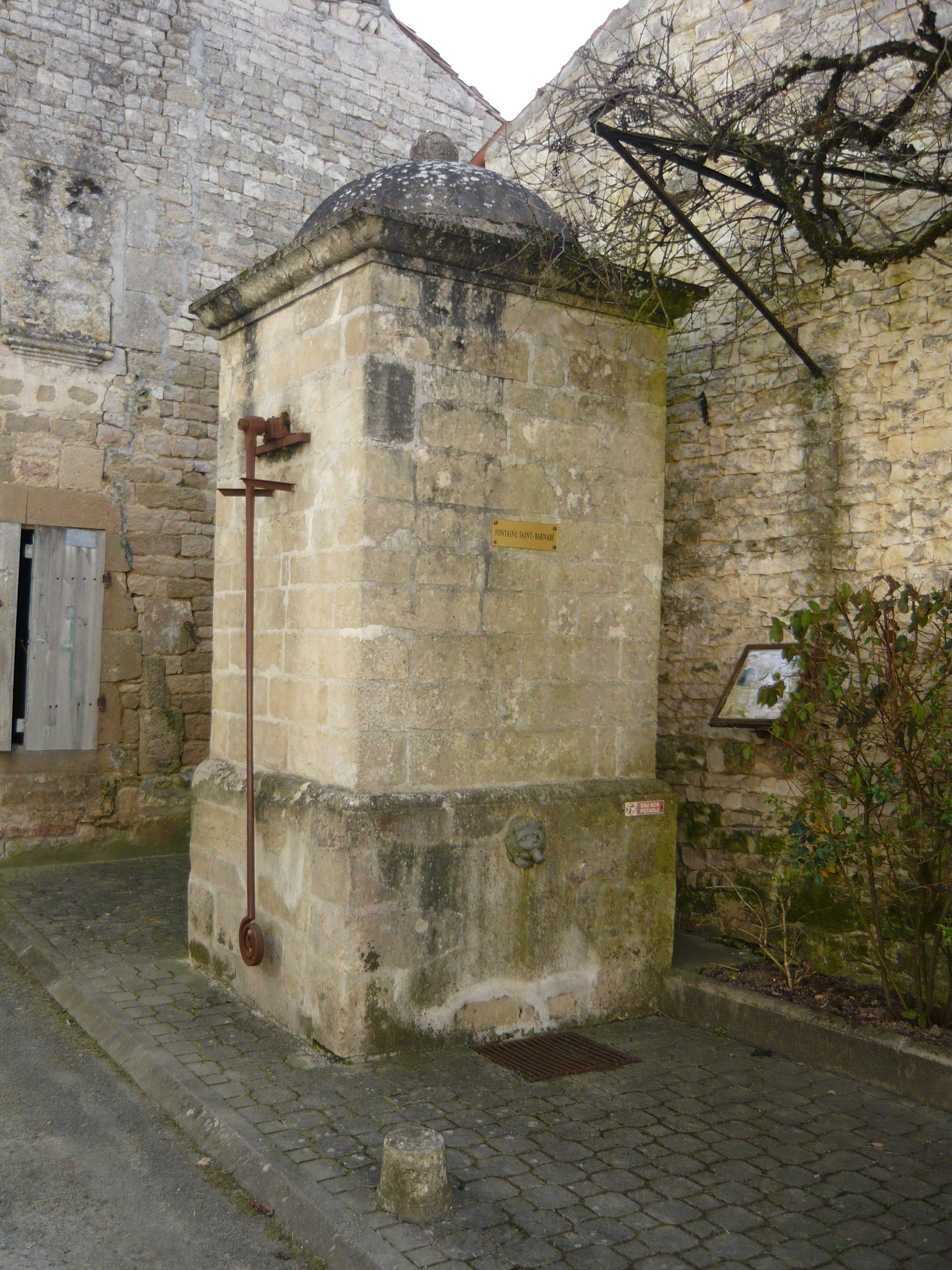
Saint-Barnabés fontän.
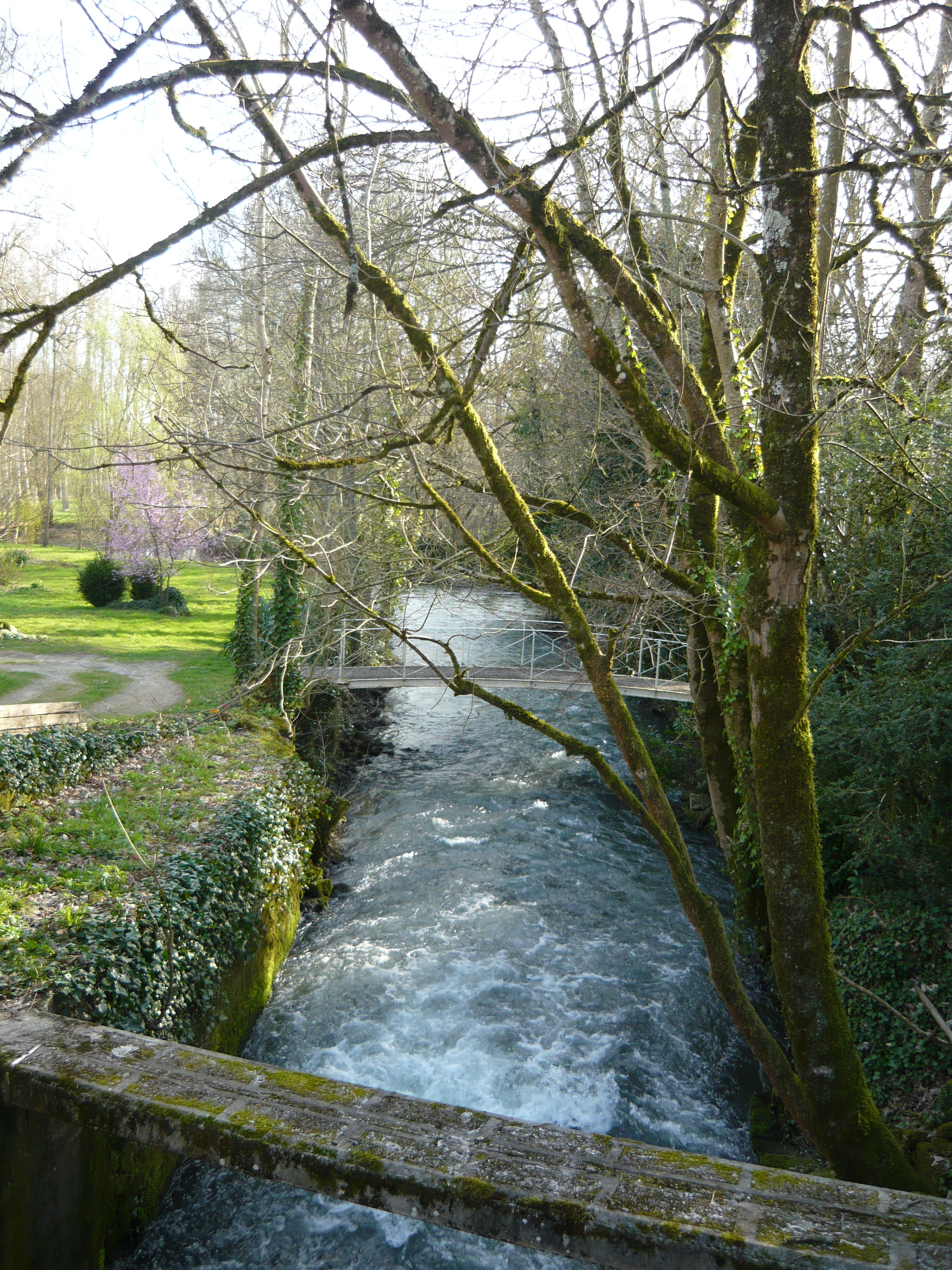
Campingplatsen vid floden Boutonne.